# Schöneck (Adelsgeschlecht)

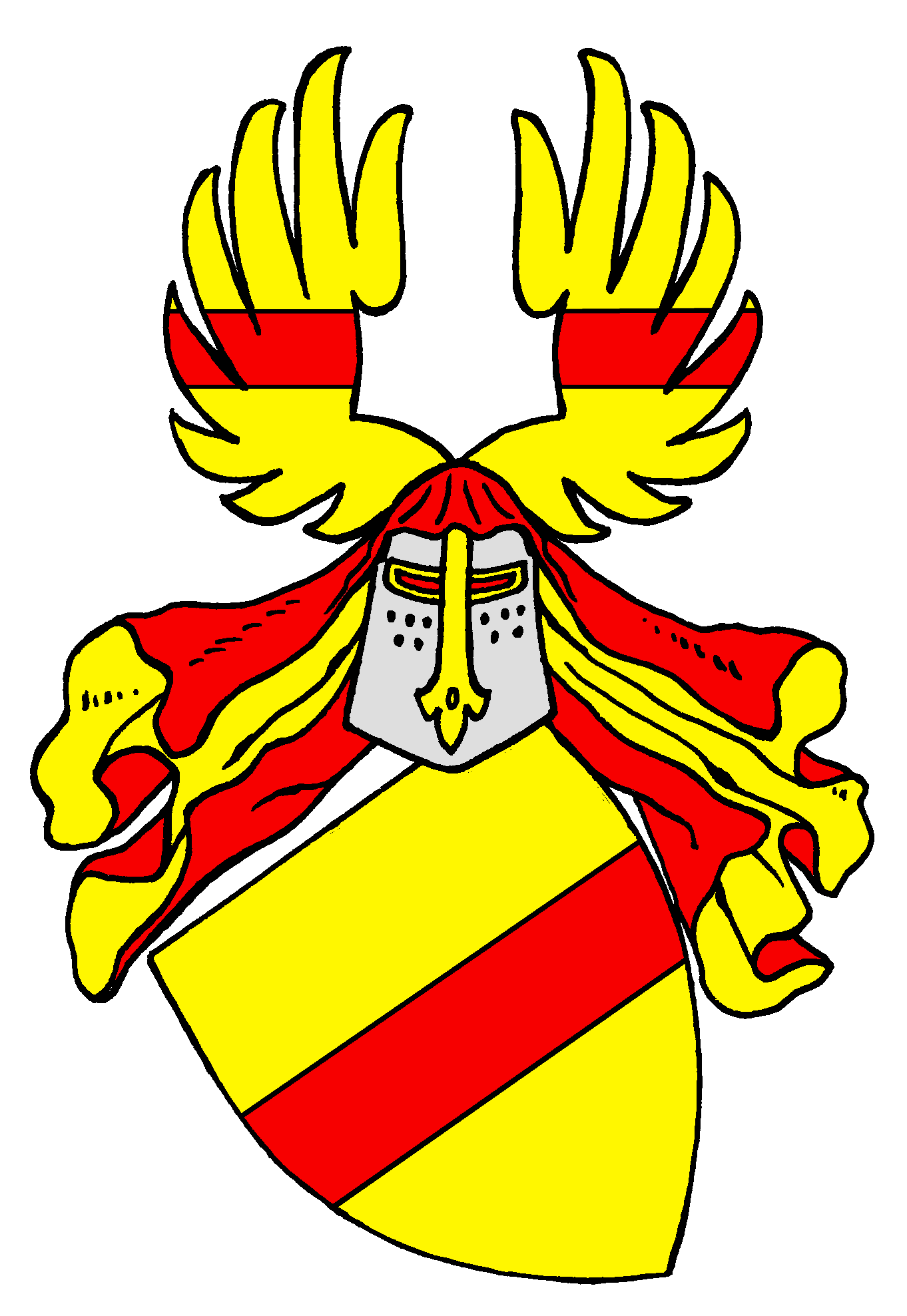
Wappen derer von Schöneck

Die Herren von Schöneck waren ein Reichsministerialengeschlecht, die im Hunsrück und der Eifel begütert waren.

## Wappen
Roter Querbalken in Gold. Auf dem Helm mit rot-goldenen Decken ein wie der Schild bezeichneter offener Flug. Schildvarianten: Balken mit einem Kreuz belegt; im rechten Obereck ein Stern; über dem Balken ein Turnierkragen. Helmziervarianten: zwei wie der Schild bezeichnete Hörner; zwischen den Hörnern eine wachsende Jungfrau, ein gekrönter Jünglingsrumpf, Mohrenrumpf.

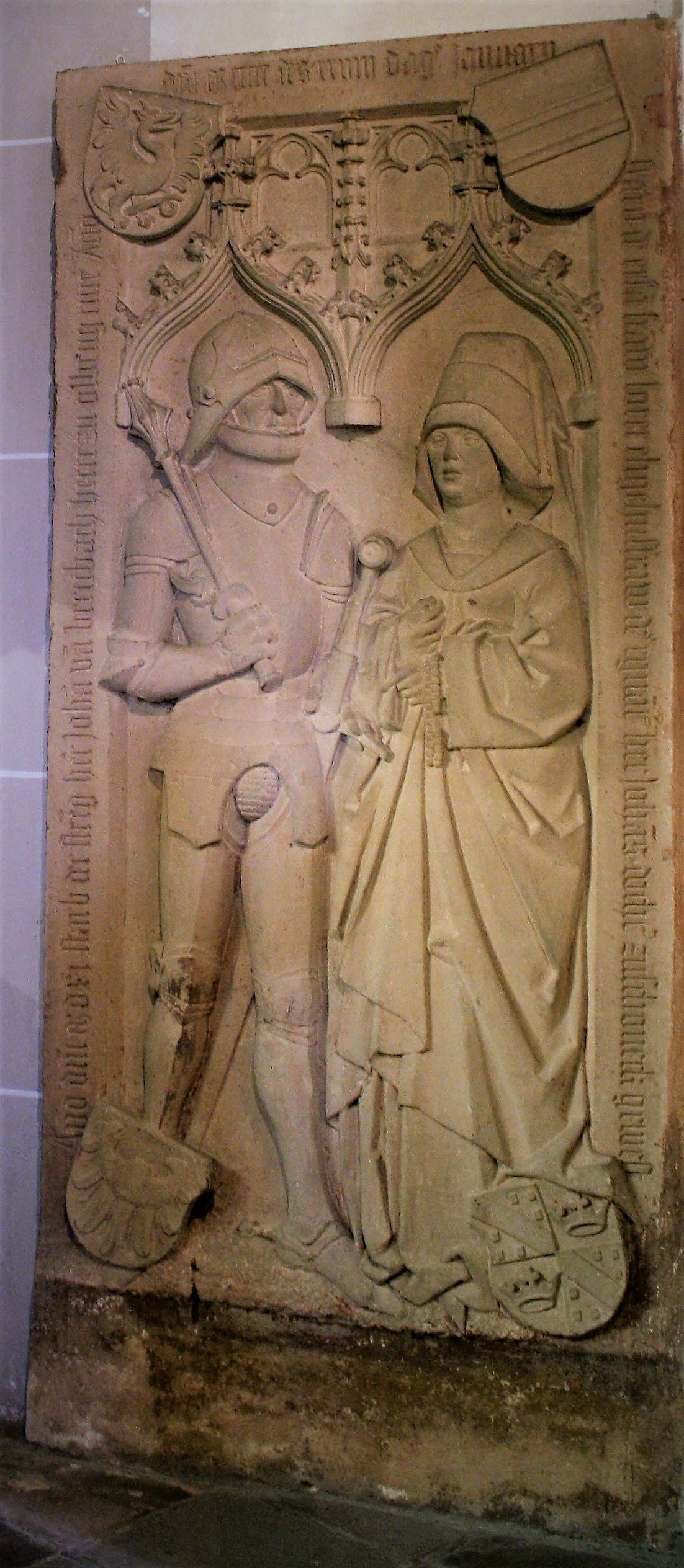
Epitaph des Johann v. Breidbach und dessen Ehefrau Loretta v. Schöneck der Tochter des Kuno - und Schwester des Johann IV. von Schöneck, der letzte im Mannesstamm. St. Martin (Lorch) 1500/11.

## Geschichte
Die Schönecker tauchen mit ihrem Ahnherrn Konrad von Boppard 1189 erstmals in Urkunden auf und entwickelten sich demnach aus demselben Stamm wie die Beyer von Boppard. Um 1200 übernahmen sie von der Reichsburg Schöneck aus die Verwaltung des Gallscheider Gerichts. Fortan nannte sich die Familie nach der Burg. Im 13. Jahrhundert teilte sich das Geschlecht auf und lebte in mehreren Zweigen auf der Burg Schöneck (Ganerbenburg). Philipp I. von Schöneck heiratete Aleidis von Steckelberg, einem angesehenen Adelsgeschlecht. Philipps Söhne Simon und Emmerich wurden Bischöfe von Worms. 1331–1336 beteiligten sich die Schönecker an der Eltzer Fehde gegen Balduin von Trier und mussten als Folge ihre reichsunmittelbare Stellung aufgeben. Als Reaktion erwarb die Familie Besitz in der Eifel (Bürresheim, Olbrück und Kempenich). 1508 starben die Herren von Schöneck im Mannesstamm aus. Wappen und Teile der Herrschaft gingen an Johann von Nassau-Sporkenburg und von diesem an die Herren von Stein zu Nassau.